# Code Orange
Code Orange je americká hardcore punková kapela z Pittsburghu v Pensylvánii, založená v roce 2008. Členové kapely jsou kytaristé Eric Balderose a Dominic Landolina, kytaristka Reba Meyers, bubeník Jami Morgan a basista Joe Goldman.
Code Orange vydali studiová alba Love Is Love/Return to Dust (2012) a I Am King (2014) s nahrávací společností Deathwish Inc., kterou založil Jacob Bannon z Converge, a Forever (2017) s Roadrunner Records. Všechny tři alba produkoval Kurt Ballou z Converge. Code Orange obdrželi nominaci na cenu Grammy v roce 2018.

## Diskografie

### Studiová alba
- Love Is Love/Return to Dust (2012, Deathwish)
- I Am King (2014, Deathwish)
- Forever (2017, Roadrunner Records)
- Underneath (2020, Roadrunner Records)

### EP
- Embrace Me/Erase Me (2011)
- Cycles (2011, Mayfly)
- The Hurt Will Go On (2018, Roadrunner Records)

## Členové
Nynější
- Eric Balderose – kytara, zpěv, syntezátor/klávesy (2008–dosud)
- Reba Meyers – zpěv (2008–dosud), basa (2008–2011), kytara (2011–dosud)
- Jami Morgan – bicí, zpěv (2008–dosud)
- Joe Goldman – basa (2011–dosud)
- Dominic Landolina – kytara (2017–dosud)

Bývalí
- Greg Kern – kytara (2008–2010)
- Bob Rizzo – kytara (2010–2011)

Členové v roce 2017
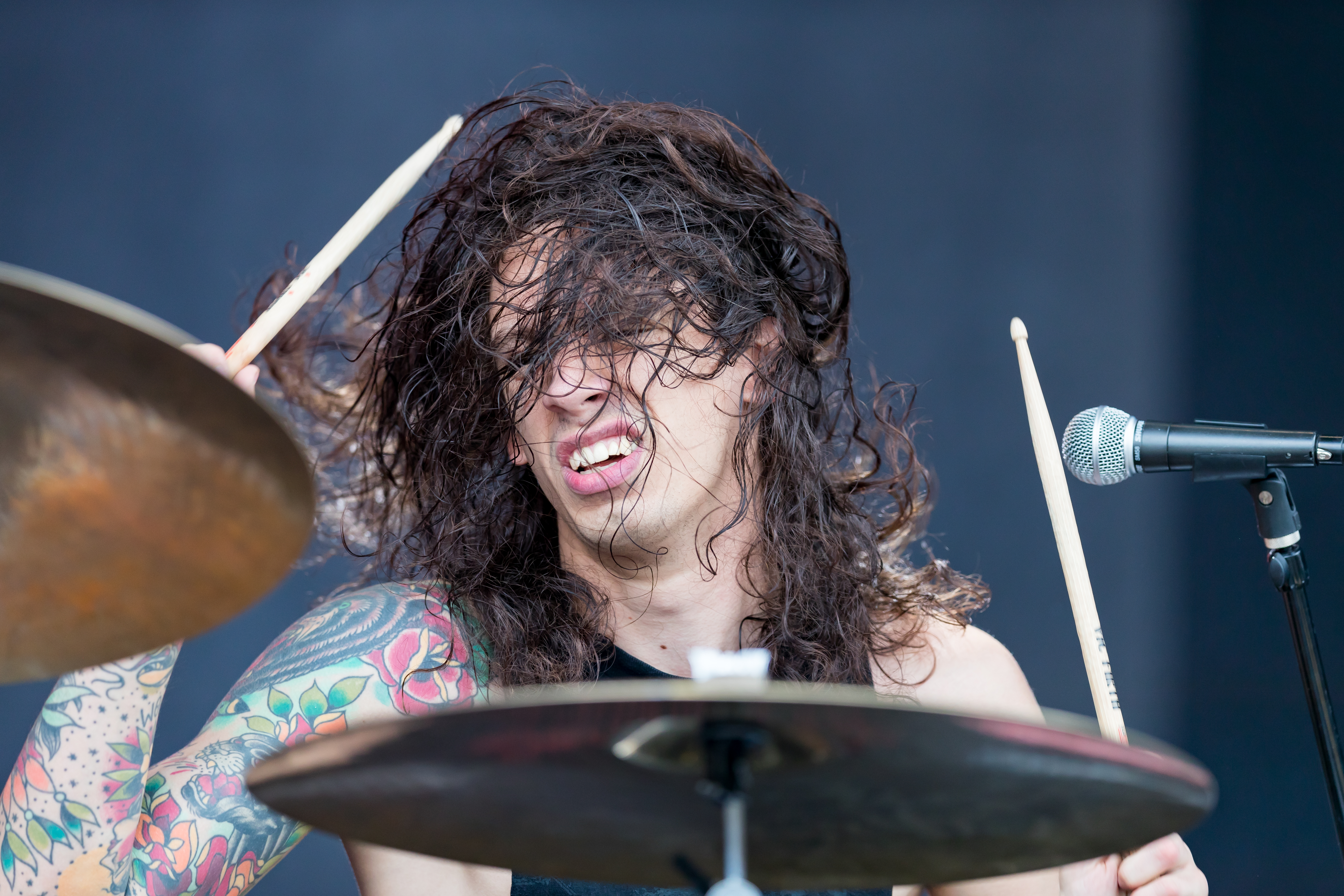
Jami Morgan
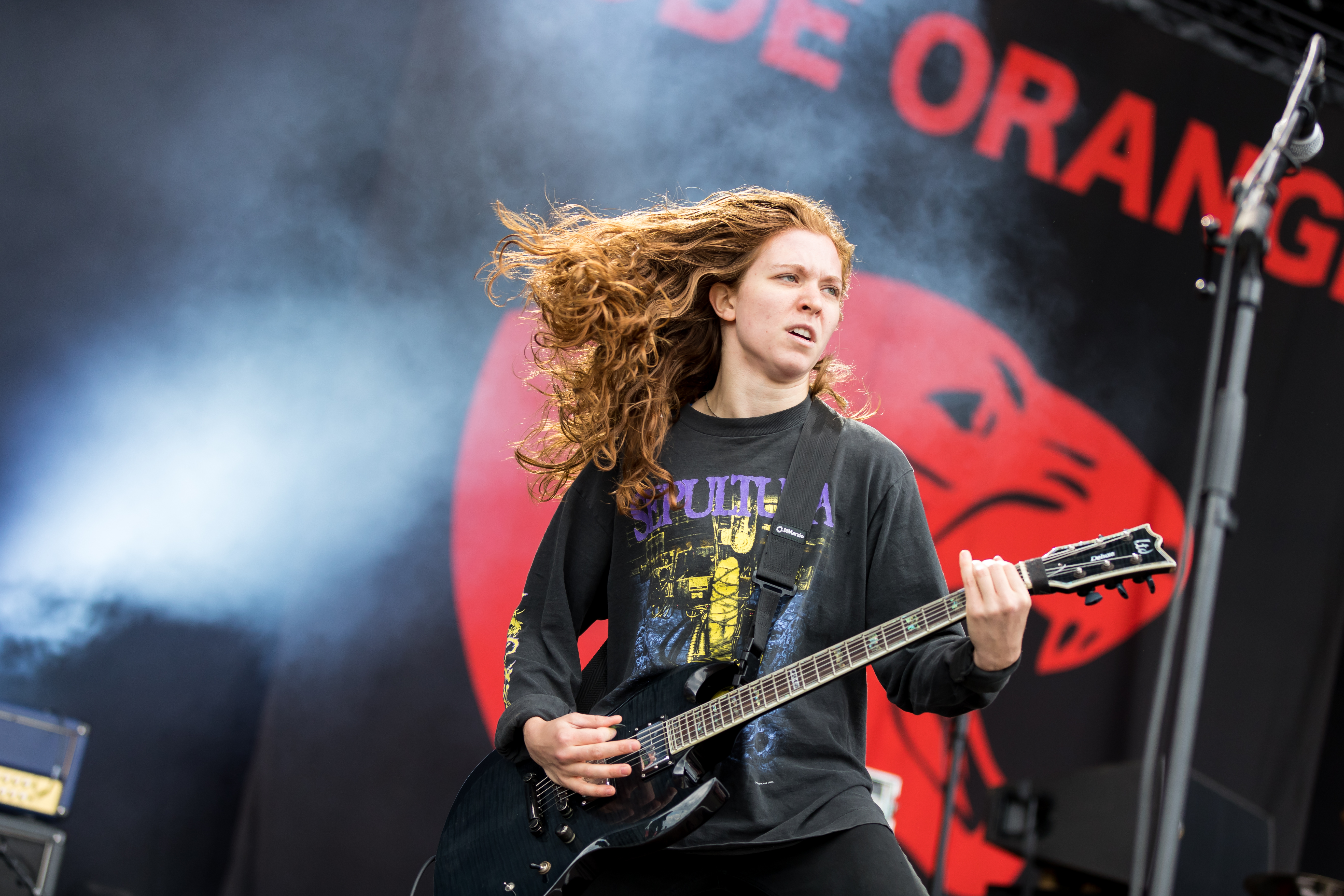
Reba Meyers
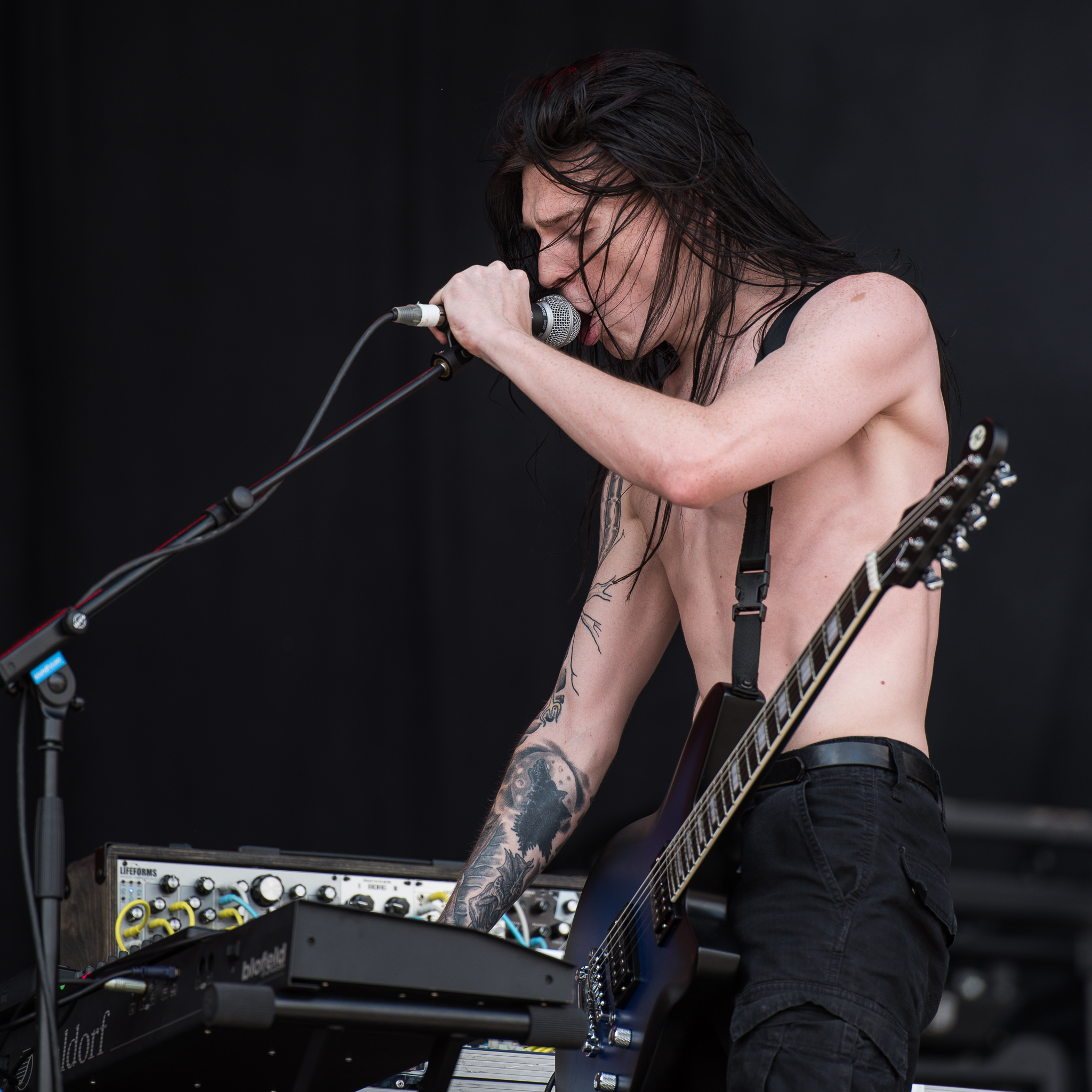
Eric Balderose
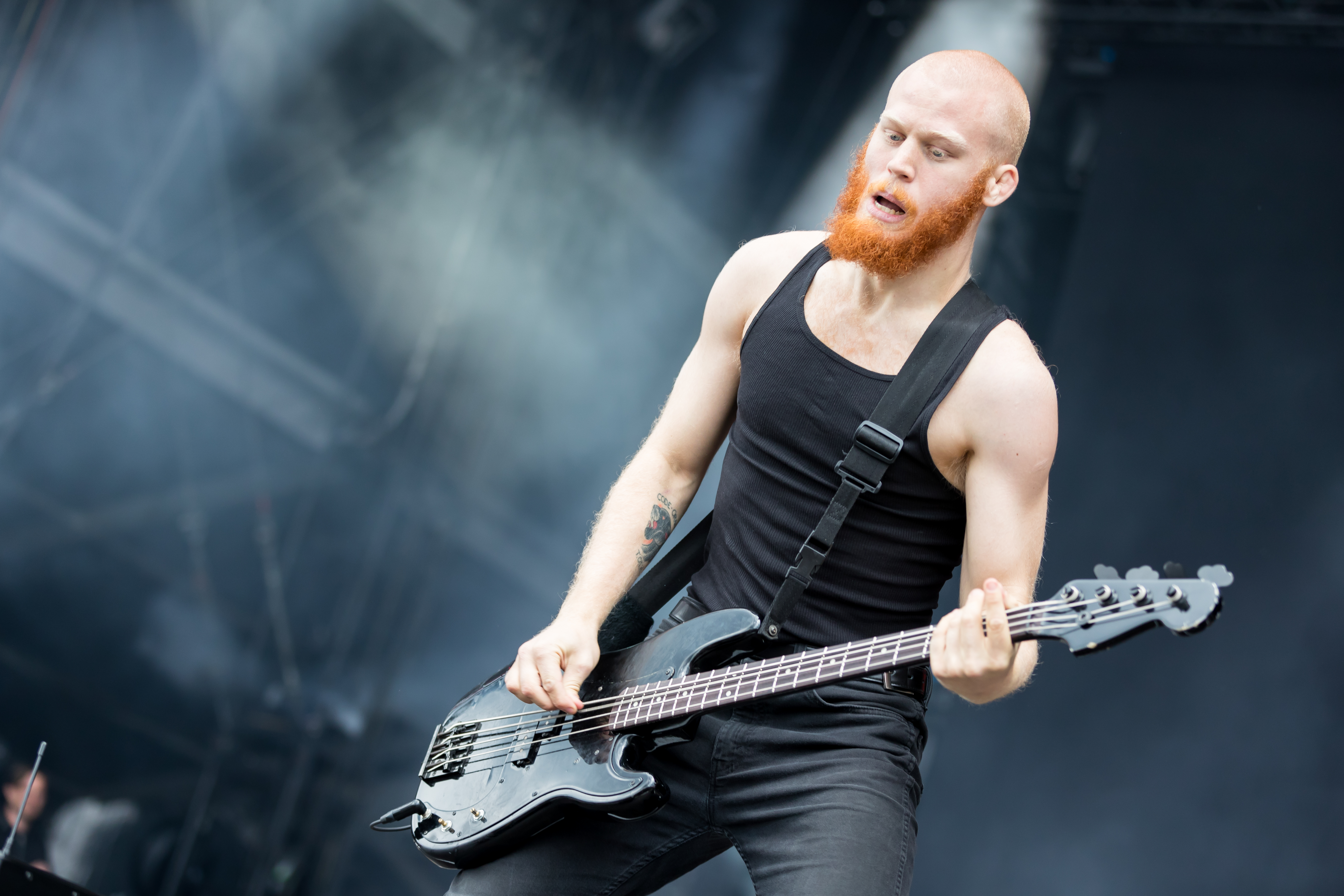
Joe Goldman
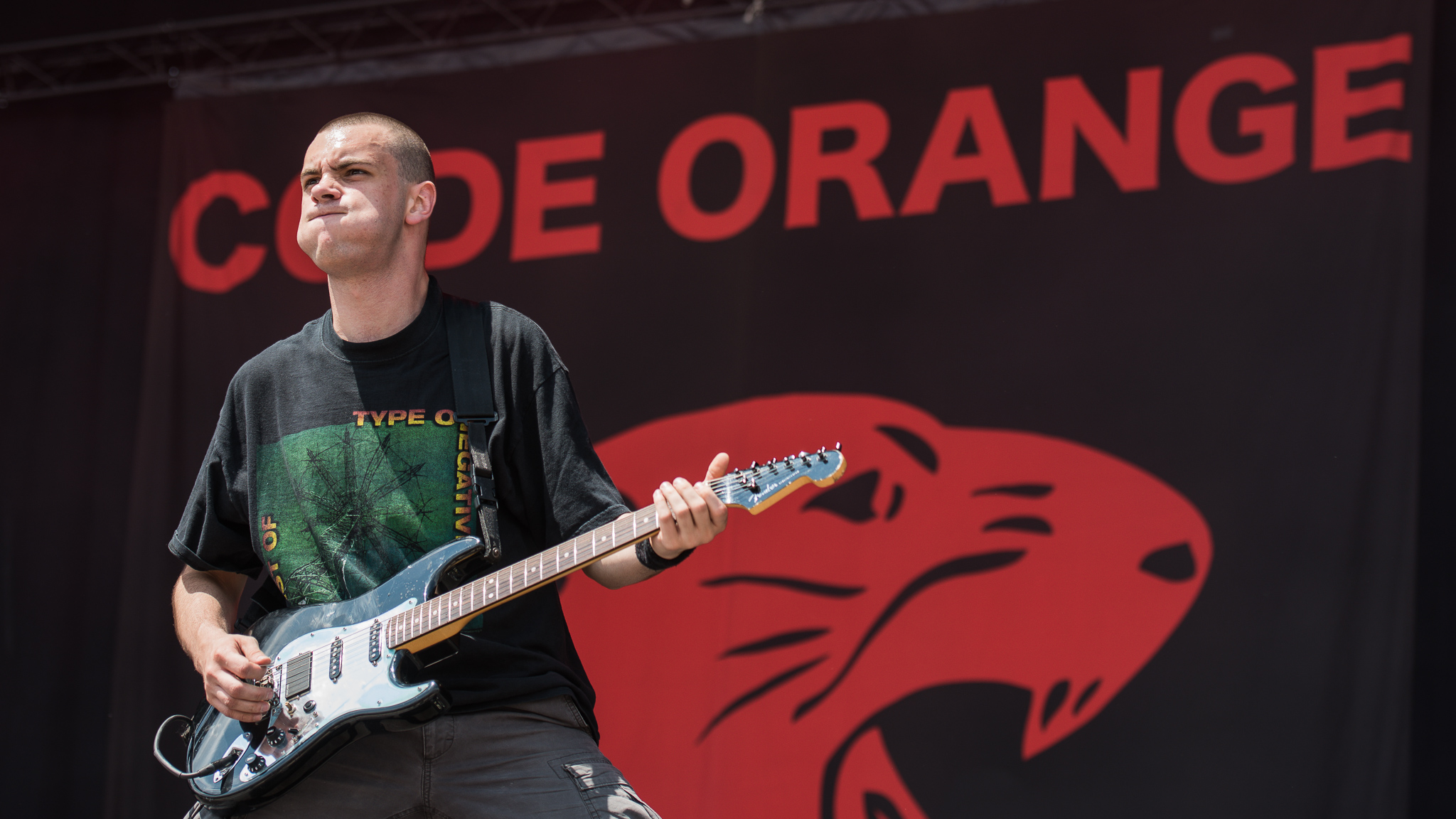
Dominic Landolina